# Perdus dans les Andes !
Perdus dans les Andes ! est une histoire en bande dessinée de Carl Barks, publiée en avril 1949. Elle met en scène Donald Duck et ses neveux Riri, Fifi et Loulou, et se déroule à Donaldville et dans les Andes. 
Elle est souvent considérée comme une des « classiques » des histoires de Barks qui pensait qu'elle était techniquement sa meilleure histoire.

## Synopsis
Donald a trouvé un emploi au musée : il doit dépoussiérer la collection de pierres. En brisant accidentellement une pierre de forme cubique, il découvre qu'il s'agit d'un œuf cubique.
Cette découverte intéresse fortement les industriels de l'alimentation en raison des applications pratiques possibles. Donald est donc envoyé avec ses neveux en expédition dans les Andes, d'où les œufs ont été ramenés.
En se perdant dans la brume, Donald, Riri, Fifi et Loulou découvrent Sétatroce (Purfantaisie, dans la version française de 1954), cité perdue où la forme ronde est bannie. Tout y est carré et cubique, y compris la principale source de nourriture : les œufs. Les héros aident les habitants à découvrir les mystérieuses poules pondeuses mais ils ne parviennent pas à trouver un moyen de quitter la vallée, entourée d'une haute falaise.
Sétatroce tient son nom du dernier voyageur à s'y être perdu, Rhutt Betler, qui mit des années avant de parvenir à fuir la vallée. Il a par chance laissé derrière lui une boussole.

## Fiche technique
- Code Inducks : W OS 223-02.
- Éditeur : Dell Comics.
- Titre en anglais : Lost in the Andes.
- Titre en français : Perdus dans les Andes ! est le titre de l'édition de 2007, le plus proche du titre original ; l'histoire s'est aussi appelée : Donald perdu dans les Andes, Donald au pays des œufs carrés, Donald et le mystère des œufs cubiques, Un poulailler au cœur des Andes[2].
- 32 planches.
- Auteur et dessinateur : Carl Barks.
- Première publication : One Shots (Donald Duck Four Color) n°223, États-Unis, avril 1949.
- Première publication en France : Les Belles Histoires Walt Disney n°61, éd. Hachette, France, janvier 1954.

## Dans l'œuvre de Barks
Comme dans plusieurs de leurs aventures, Perdu dans les Andes ! permet à Donald et ses neveux de découvrir un pays lointain, et d'enquêter sur d'étranges mystères : où sont les poules carrées que les habitants ne connaissent pas ? Comment quitter la vallée ?
En 1962, dans un entretien, il affirme que sa meilleure année de travail fut 1949 et que : « ma meilleure histoire, techniquement, est probablement celle avec les œufs carrés ».
Riri, Fifi et Loulou, bien qu'ils aient dans cette histoire la fâcheuse (d'après leur oncle) habitude de mâcher du chewing-gum, font preuve de perspicacité et d'intelligence face à la situation. Ils ne sont plus les garnements qu'ils furent dans les années 1930, lors de leurs premières apparitions.